# Národná škola slovenská
A Národná škola slovenská (lapcímének magyar fordítása Szlovák Nemzeti Iskola)  szlovák nyelven megjelenő pedagógiai szaklap volt a két világháború közötti Csehszlovákiában. A havilapot a Szlovák Tanítók Szövetsége (Zväz slovenských učiteľov) adta ki 1923 és 1938 között Pozsonyban.